# 北京国際映画祭
北京国際映画祭（ペキンこくさいえいがさい、中国語: 北京国际电影节、英語：Beijing International Film Festival）は、中国北京市で毎年4月に開かれる映画祭である。

## 概要
中国中央広播電視総台（CMG・チャイナメディアグループ）と北京市人民政府の共催によるもの。
2011年に第1回が開かれ、毎年開催されている。
国家新聞出版広電総局と北京市の主催。
2015年、園子温監督の『ラブ&ピース』が、日本映画としては初めてコンペティション部門にノミネート。
2016年、金子雅和監督の『アルビノの木』が、世界の新人監督を紹介するFORWARD FUTURE部門で正式上映された。
2017年、雑賀俊朗監督の『カノン』が、日本代表作品としてコンペティション部門天壇賞入選。佐々木希、鈴木保奈美が北京において人気を博し、鈴木保奈美は授賞式プレゼンターに抜擢された。
2019年、樹木希林の遺作『エリカ38』からは日比遊一監督、主演女優の浅田美代子、主演俳優の平岳大などの日本映画代表団が参加。
2023年、清原惟監督の 『すべての夜を思いだす』が、「Forward Future Award」部門 審査員特別表彰。
2024年、三宅唱監督の 『夜明けのすべて』が、コンペティション部門 最優秀芸術貢献賞を受賞。
2025年、奥山由之監督の『アット・ザ・ベンチ』がFORWARD FUTURE部門最優秀脚本賞及び最優秀芸術貢献賞を受賞。